# Rodolfo Malheiro
Augusto Rodolfo da Costa Malheiro (Porto, 19 de Janeiro de 1869 — Lisboa, 9 de Dezembro de 1924) foi uma das figuras principais da Revolta Republicana de 31 de Janeiro de 1891 que teve lugar na cidade do Porto. Na madrugada do dia 31 de Janeiro comandava a guarnição na Cadeia da Relação quando o regimento ali aquartelado foi o primeiro a sublevar-se.

## Biografia
Apesar de não ter tido um papel preponderante em toda a conspiração que resultou nesta revolta, João Chagas refere sua acção como um importantíssimo e quiçá determinante papel na revolta.